# Сагай
Сага́й (рос. Сагай) — присілок у складі Слободо-Туринського району Свердловської області. Входить до складу Слободо-Туринського сільського поселення.
Населення — 82 особи (2010, 98 у 2002).
Національний склад населення станом на 2002 рік: татари — 93 %.